# Сокольники (гмина)
Сокольники (пол. Sokolniki) — сельская гмина (волость) в Польше, входит как административная единица в Верушувский повет, Лодзинское воеводство. Население — 4891 человек (на 2004 год).

## Сельские округа
1. Багателька
2. Гуры
3. Копанины
4. Новы-Охендзын
5. Пихлице
6. Прусак
7. Рысь
8. Сокольники
9. Стары-Охендзын
10. Тыбле
11. Валихновы
12. Викторувек
13. Здзерчизна

## Прочие поселения
1. Борки-Пихельске
2. Борки-Сокольске
3. Гуры-Парцеля
4. Гумниско
5. Максымув
6. Малянув
7. Седлиска
8. Шустры
9. Выглёндаче
10. Загуже

## Соседние гмины
1. Гмина Бяла
2. Гмина Частары
3. Гмина Галевице
4. Гмина Лютутув
5. Гмина Верушув